# Livgedingets domsaga
Livgedingets domsaga var en domsaga i Södermanlands län. Den bildades 1680 och upplöstes 1971 i samband med tingsrättsreformen i Sverige. Domsagan överfördes då till Eskilstuna tingsrätt.
Domsagan tillhörde från 1680 till 1718 änkedrottning Hedvig Eleonoras livgeding och hade då formellt namnet Gripsholms, Rävsnäs och Eskilstuna läns domsaga. Domsagan bestod då av Åkers, Selebo, Daga, Österrekarne och Västerrekarne härader. Häradshövdingarna utnämndes av Hedvig Eleonora och inte av kungen. Domsagan delades 1714 då Eskilstuna läns domsaga bildades av Österrekarne samt Västerrekarne härader. Livgedingets domsagor avskaffades 1718 och domsagan blev då åter en och underställd kungen från 1719. Domsagan fick officiellt namnet Livgedingets domsaga 1861.
Kansliorten var Eskilstuna och tingsställen var Eskilstuna (1959: varannan tisdag med början första tisdagen) och Strängnäs (1959: övriga tisdagar samt var fjärde onsdag med början onsdagen efter andra tisdagen).
Domsagan lydde under Svea hovrätts domkrets.

## Tingslag
Antalet tingslag i domsagan minskades till fyra den 1 januari 1879 (enligt beslut den 25 oktober 1878) då Daga tingslag överfördes till den nybildade Nyköpings domsaga. Antalet minskades sedan till två den 1 januari 1881 (enligt beslut den 19 september 1879) då Västerrekarne tingslag och Österrekarne tingslag slogs ihop för att bilda Rekarne tingslag, samt vid samma tillfälle Selebo tingslag och Åkers tingslag slogs ihop för att bilda Åkers och Selebo tingslag. Antalet tingslag minskades slutligen till ett den 1 januari 1948 (enligt beslut den 10 juli 1947) då Rekarne tingslag slogs ihop med Åkers och Selebo tingslag för att bilda Livgedingets domsagas tingslag.

### Från 1680
- Daga tingslag
- Selebo tingslag
- Västerrekarne tingslag
- Åkers tingslag
- Österrekarne tingslag

### Från 1879
- Selebo tingslag
- Västerrekarne tingslag
- Åkers tingslag
- Österrekarne tingslag

### Från 1881
- Rekarne tingslag
- Åkers och Selebo tingslag

### Från 1948
- Livgedingets domsagas tingslag

## Häradshövdingar
| Ämbetstid                             | Namn                            | Levnadstid |
| ------------------------------------- | ------------------------------- | ---------- |
| (fullmakt 4 maj 1714) 1719-1741       | Erik Germund Cederhielm         |            |
| (fullmakt 29 maj 1742) 1742-1747      | Carl Magnus Adlermarck          |            |
| (fullmakt 10 november 1747) 1747-1750 | Johan Gustaf Billberg           |            |
| (fullmakt 2 november 1750) 1750-1776  | Johan Adlerklo                  | ?-1776     |
| (fullmakt 19 februari 1777) 1777-1808 | Carl Forelius                   | ?-1808     |
| (fullmakt 27 april 1808) 1808-1809    | Gabriel Poppius                 | 1769-1856  |
| (fullmakt 7 maj 1810) 1810-1812       | Josua Sylvander                 | 1769-1833  |
| (fullmakt 17 december 1812) 1812-1813 | Elias Christoffer Ljunggren     |            |
| (fullmakt 14 januari 1813) 1813-1831  | Abraham af Malmborg             | ?-1831     |
| (fullmakt 10 mars 1832) 1832-1852     | Fredrik Magnus Lund             | ?-1852     |
| (fullmakt 26 april 1853) 1853-1856    | Ludvig Teodor Almqvist          | 1818-1884  |
| (fullmakt 27 oktober 1857) 1857-1867  | Richard Carlén                  | 1821-1873  |
| (fullmakt 30 mars 1867) 1867-1895     | Carl Fredrik Abenius            | ?-1895     |
| (fullmakt 6 december 1895) 1895-1925  | Ulrik Wilhelm Ossian Queckfeldt |            |
| (fullmakt 21 augusti 1925) 1925-1947  | Sixten Hadar Ivanoff Kylander   | ?-1947     |
| (fullmakt 19 december 1947) 1948-1960 | Gustaf Beling                   | 1893-1993  |

## Valkrets för val till andra kammaren
Mellan andrakammarvalen 1878 och det extra ordinarie vårvalet 1887 utgjorde Livgedingets domsaga en valkrets: Livgedingets domsagas valkrets. Valkretsen delades vid det ordinarie höstvalet 1887 i Väster- och Österrekarne häraders valkrets och Åkers och Selebo häraders valkrets.